# Футбол в мире

Шесть футбольных регионов мира.

## Европа(УЕФА)
| Страна               | Обзор | Сборная страны | Список клубов | Федерация                                     | Основные лиги                        | Основные кубки    | Суперкубок          |
| -------------------- | ----- | -------------- | ------------- | --------------------------------------------- | ------------------------------------ | ----------------- | ------------------- |
| Австрия              | Обзор | Сборная        | Клубы         | Футбольная ассоциация Австрии                 | Бундеслига Первая лига               | Кубок             | Суперкубок          |
| Азербайджан          | Обзор | Сборная        | Клубы         | Ассоциация футбольных федераций Азербайджана  | Премьер-Лига Первый дивизион         | Кубок             |                     |
| Албания              | Обзор | Сборная        | Клубы         | Федерация футбола Албании                     | Суперлига                            | Кубок             | Суперкубок          |
| Англия               | Обзор | Сборная        | Клубы         | Футбольная ассоциация Англии                  | Премьер-лига Футбольная лига         | Кубок Кубок лиги  | Суперкубок          |
| Андорра              | Обзор | Сборная        | Клубы         | Футбольная федерация Андорры                  | Премьер-Лига                         | Кубок             | Суперкубок          |
| Армения              | Обзор | Сборная        | Клубы         | Федерация футбола Армении                     | Премьер-лига Первая лига             | Кубок             | Суперкубок          |
| Беларусь             | Обзор | Сборная        | Клубы         | Белорусская федерация футбола                 | Высшая Лига Первая лига              | Кубок             | Суперкубок          |
| Бельгия              | Обзор | Сборная        | Клубы         | Королевская бельгийская футбольная ассоциация | Лига Жюпиле                          | Кубок             | Суперкубок          |
| Болгария             | Обзор | Сборная        | Клубы         | Болгарский футбольный союз                    | Группа «А» Группа «Б»                | Кубок             | Суперкубок          |
| Босния и Герцеговина | Обзор | Сборная        | Клубы         | Футбольный союз Боснии и Герцеговины          | Премьер-Лига                         | Кубок             | Суперкубок          |
| Венгрия              | Обзор | Сборная        | Клубы         | Венгерская футбольная федерация               | Сопрони Лига                         | Кубок             | Суперкубок          |
| Германия             | Обзор | Сборная        | Клубы         | Футбольный союз Германии                      | Бундеслига Вторая Бундеслига         | Кубок Кубок лиги  | Суперкубок          |
| Гибралтар            | Обзор | Сборная        | Клубы         | Футбольная ассоциация Гибралтара              | Футбольная лига                      | Кубок             |                     |
| Греция               | Обзор | Сборная        | Клубы         | Футбольная федерация Греции                   | Суперлига                            | Кубок             | Суперкубок          |
| Грузия               | Обзор | Сборная        | Клубы         | Грузинская футбольная федерация               | Лига Умаглеси Первая лига            | Кубок             |                     |
| Дания                | Обзор | Сборная        | Клубы         | Датский футбольный союз                       | Суперлига                            | Кубок Кубок лиги  | Суперкубок          |
| Израиль              | Обзор | Сборная        | Клубы         | Израильская футбольная ассоциация             | Премьер-Лига                         | Кубок             |                     |
| Ирландия             | Обзор | Сборная        | Клубы         | Футбольная ассоциация Ирландии                | Премьер-Лига Первая лига             | Кубок Кубок лиги  | Суперкубок          |
| Исландия             | Обзор | Сборная        | Клубы         | Футбольная ассоциация Исландии                | Премьер-Лига                         | Кубок             | Суперкубок          |
| Испания              | Обзор | Сборная        | Клубы         | Королевская испанская футбольная федерация    | Ла Лига Сегунда                      | Копа дель Рэй     | Суперкубок          |
| Италия               | Обзор | Сборная        | Клубы         | Футбольная федерация Италии                   | Серия A Серия B                      | Кубок             | Суперкубок          |
| Казахстан            | Обзор | Сборная        | Клубы         | Федерация футбола Казахстана                  | Премьер-лига Первая лига             | Кубок             | Суперкубок          |
| Кипр                 | Обзор | Сборная        | Клубы         | Кипрская федерация футбола                    | Первый дивизион Второй дивизион      | Кубок             | Суперкубок          |
| Латвия               | Обзор | Сборная        | Клубы         | Латвийская футбольная федерация               | Высшая Лига Первая лига              | Кубок             |                     |
| Литва                | Обзор | Сборная        | Клубы         | Литовская футбольная федерация                | Лига А                               | Кубок             | Суперкубок          |
| Лихтенштейн          | Обзор | Сборная        | Клубы         | Лихтенштейнский футбольный союз               | нет см. Чемпионат Швейцарии          | Кубок             |                     |
| Люксембург           | Обзор | Сборная        | Клубы         | Федерация футбола Люксембурга                 | Премьер-Лига                         | Кубок             |                     |
| Северная Македония   | Обзор | Сборная        | Клубы         | Футбольная федерация Македонии                | Премьер-Лига                         | Кубок             |                     |
| Мальта               | Обзор | Сборная        | Клубы         | Футбольная ассоциация Мальты                  | Премьер-Лига                         | Мальтийский Кубок | Суперкубок          |
| Молдова              | Обзор | Сборная        | Клубы         | Молдавская федерация футбола                  | Национальная дивизия                 | Кубок             | Суперкубок          |
| Нидерланды           | Обзор | Сборная        | Клубы         | Королевский футбольный союз Нидерландов       | Эредивизие Эстердивизие              | Кубок Амстелл     | Кубок Йохана Кройфа |
| Норвегия             | Обзор | Сборная        | Клубы         | Футбольная ассоциация Норвегии                | Типпелиген                           | Кубок             |                     |
| Польша               | Обзор | Сборная        | Клубы         | Польский футбольный союз                      | Экстракласса Первая лига             | Кубок             | Суперкубок          |
| Португалия           | Обзор | Сборная        | Клубы         | Португальская футбольная федерация            | Суперлига Лига де Онра               | Кубок Кубок лиги  | Суперкубок          |
| Россия               | Обзор | Сборная        | Клубы         | Российский футбольный союз                    | Премьер-Лига Первая лига Вторая лига | Кубок             | Суперкубок          |
| Румыния              | Обзор | Сборная        | Клубы         | Федерация футбола Румынии                     | Лига І Первая лига                   | Кубок             | Суперкубок          |
| Сан-Марино           | Обзор | Сборная        | Клубы         | Футбольная федерация Сан-Марино               | Футбольная лига                      | Кубок             | Суперкубок          |
| Северная Ирландия    | Обзор | Сборная        | Клубы         | Футбольная ассоциация Северной Ирландии       | Премьер-Лига Первый дивизион         | Кубок Кубок лиги  | Суперкубок          |
| Сербия               | Обзор | Сборная        | Клубы         | Футбольный союз Сербии                        | Суперлига Первая лига                | Кубок             |                     |
| Словакия             | Обзор | Сборная        | Клубы         | Словацкий футбольный союз                     | Суперлига Первая лига                | Кубок             | Суперкубок          |
| Словения             | Обзор | Сборная        | Клубы         | Футбольная ассоциация Словении                | Первая лига Вторая лига              | Кубок             | Суперкубок          |
| Турция               | Обзор | Сборная        | Клубы         | Турецкая футбольная федерация                 | Суперлига                            | Кубок             | Суперкубок          |
| Украина              | Обзор | Сборная        | Клубы         | Федерация футбола Украины                     | Премьер-лига Первая лига Вторая лига | Кубок             | Суперкубок          |
| Уэльс                | Обзор | Сборная        | Клубы         | Футбольная ассоциация Уэльса                  | Лига                                 | Кубок             |                     |
| Фарерские острова    | Обзор | Сборная        | Клубы         | Федерация футбола Фарерских островов          | Премьер-лига                         | Кубок             |                     |
| Финляндия            | Обзор | Сборная        | Клубы         | Футбольная ассоциация Финляндии               | Вейккауслига Юккёнен                 | Кубок             |                     |
| Франция              | Обзор | Сборная        | Клубы         | Футбольная федерация Франции                  | Лига 1 Лига 2                        | Кубок Кубок лиги  | Суперкубок          |
| Хорватия             | Обзор | Сборная        | Клубы         | Хорватский футбольный союз                    | Первая лига                          | Кубок             | Суперкубок          |
| Черногория           | Обзор | Сборная        | Клубы         | Футбольный союз Черногории                    | Первая лига                          | Кубок             |                     |
| Чехия                | Обзор | Сборная        | Клубы         | Футбольный ассоциация Чехии                   | Гамбринус Лига Первая лига           | Кубок             |                     |
| Швейцария            | Обзор | Сборная        | Клубы         | Швейцарский футбольный союз                   | Суперлига Челлендж-лига              | Кубок             | Суперкубок          |
| Швеция               | Обзор | Сборная        | Клубы         | Шведский футбольный союз                      | Аллсвенскан Суперэттан               | Кубок             | Суперкубок          |
| Шотландия            | Обзор | Сборная        | Клубы         | Шотландская футбольная ассоциация             | Премьер-Лига Первый дивизион         | Кубок Кубок лиги  |                     |
| Эстония              | Обзор | Сборная        | Клубы         | Эстонская футбольная ассоциация               | Майстрилига                          | Кубок             | Суперкубок          |

## Южная Америка(КОНМЕБОЛ)
| Страна    | Обзор | Сборная страны | Список клубов | Федерация                        | Основные лиги                                                | Основные кубки                            |
| --------- | ----- | -------------- | ------------- | -------------------------------- | ------------------------------------------------------------ | ----------------------------------------- |
| Аргентина | Обзор | Сборная        | Клубы         | Ассоциация футбола Аргентины     | Суперлига Примера B Насьональ                                | Кубок Аргентины Суперкубок Аргентины      |
| Боливия   | Обзор | Сборная        | Клубы         | Футбольная федерация Боливии     | Лига                                                         |                                           |
| Бразилия  | Обзор | Сборная        | Клубы         | Бразильская конфедерация футбола | Серия А Серия B Серия C Серия D чемпионаты штатов            | Кубок Бразилии Кубок Нордесте Кубок Верди |
| Венесуэла | Обзор | Сборная        | Клубы         | Футбольная федерация Венесуэлы   | Первый дивизион                                              | Кубок Венесуэлы                           |
| Колумбия  | Обзор | Сборная        | Клубы         | Колумбийская федерация футбола   | Первый дивизион                                              | Кубок Колумбии                            |
| Парагвай  | Обзор | Сборная        | Клубы         | Футбольная ассоциация Парагвая   | Первый дивизион                                              | Кубок Парагвая                            |
| Перу      | Обзор | Сборная        | Клубы         | Футбольная федерация Перу        | Первый дивизион                                              |                                           |
| Уругвай   | Обзор | Сборная        | Клубы         | Ассоциация футбола Уругвая       | Первый дивизион Второй дивизион Первый любительский дивизион | Кубок Уругвая Суперкубок Уругвая          |
| Чили      | Обзор | Сборная        | Клубы         | Футбольная ассоциация Чили       | Первый дивизион                                              | Кубок Чили                                |
| Эквадор   | Обзор | Сборная        | Клубы         | Эквадорская федерация футбола    | Серия A                                                      | Кубок Эквадора                            |

## Северная Америка(КОНКАКАФ)
| Страна                              | Обзор | Сборная страны | Список клубов | Федерация                                             | Основные лиги                      | Основные кубки                           | Суперкубок                         |
| ----------------------------------- | ----- | -------------- | ------------- | ----------------------------------------------------- | ---------------------------------- | ---------------------------------------- | ---------------------------------- |
| Виргинские Острова (США)            | Обзор | Сборная        | Клубы         | Футбольная федерация Американских Виргинских островов |                                    |                                          |                                    |
| Ангилья                             | Обзор | Сборная        | Клубы         | Футбольная ассоциация Ангильи                         | Лига Ангильи                       |                                          |                                    |
| Антигуа и Барбуда                   | Обзор | Сборная        | Клубы         | Футбольная ассоциация Антигуа и Барбуды               | Первый дивизион                    |                                          |                                    |
| Аруба                               | Обзор | Сборная        | Клубы         | Футбольная ассоциация Арубы                           | Первый дивизион                    |                                          |                                    |
| Багамские Острова                   | Обзор | Сборная        | Клубы         | Футбольная ассоциация Багам                           | Grand Bahama League                | Кубок президента Grand Bahama FA Cup     |                                    |
| Барбадос                            | Обзор | Сборная        | Клубы         | Футбольная ассоциация Барбадоса                       | Первый дивизион                    | Кубок                                    |                                    |
| Белиз                               | Обзор | Сборная        | Клубы         | Федерация футбола Белиза                              | Премьер лига                       |                                          |                                    |
| Бермуды                             | Обзор | Сборная        | Клубы         | Футбольная ассоциация Бермуд                          | Первый дивизион                    | Кубок                                    |                                    |
| Виргинские Острова (Великобритания) | Обзор | Сборная        | Клубы         | Футбольная ассоциация Британских Виргинских островов  | Virgin Gorda League Tortola League |                                          |                                    |
| Гаити                               | Обзор | Сборная        | Клубы         | Футбольная федерация Гаити                            | Чемпионат                          | Кубок                                    |                                    |
| Гайана                              | Обзор | Сборная        | Клубы         | Футбольная федерация Гайаны                           | Guyana NFL                         | Guyana Mayors Cup KS Knockout Tournament |                                    |
| Гватемала                           | Обзор | Сборная        | Клубы         | Национальная федерация футбола Гватемалы              | Национальная лига                  | Copa Centenario                          |                                    |
| Гондурас                            | Обзор | Сборная        | Клубы         | Национальная автономная федерация футбола Гондураса   | Национальная лига                  | Кубок                                    | Суперкубок                         |
| Гренада                             | Обзор | Сборная        | Клубы         | Гренадская футбольная ассоциация                      | Лига                               |                                          |                                    |
| Доминика                            | Обзор | Сборная        | Клубы         | Футбольная ассоциация Доминики                        | Чемпионат                          | Knock-Out Tournament                     |                                    |
| Доминиканская Республика            | Обзор | Сборная        | Клубы         | Футбольная федерация Доминиканской Республики         | Первый дивизион                    |                                          |                                    |
| Острова Кайман                      | Обзор | Сборная        | Клубы         | Футбольная ассоциация Каймановых островов             | Первый дивизион                    | Кубок                                    |                                    |
| Канада                              | Обзор | Сборная        | Клубы         | Канадская футбольная ассоциация                       | MLS                                | Открытый кубок Канады                    |                                    |
| Коста-Рика                          | Обзор | Сборная        | Клубы         | коста-риканская федерация футбола                     | Первый дивизион                    |                                          |                                    |
| Куба                                | Обзор | Сборная        | Клубы         | Футбольная ассоциация Кубы                            | Campeonato Nacional                |                                          |                                    |
| Кюрасао                             | Обзор | Сборная        | Клубы         | Футбольная федерация Кюрасао                          | Чемпионат                          |                                          |                                    |
| Мексика                             | Обзор | Сборная        | Клубы         | Федерация футбола Мексики                             | Лига МХ Ассенсо МХ                 | Кубок МХ                                 | 1. Чемпион чемпионов 2. Суперкубок |
| Монтсеррат                          | Обзор | Сборная        | Клубы         | Футбольная федерация Монтсеррата                      | Чемпионат                          |                                          |                                    |
| Никарагуа                           | Обзор | Сборная        | Клубы         | Никарагуанская федерация футбола                      | Primera División de Nicaragua      | Кубок                                    |                                    |
| Панама                              | Обзор | Сборная        | Клубы         | Панамская федерация футбола                           |                                    |                                          |                                    |
| Пуэрто-Рико                         | Обзор | Сборная        | Клубы         | Футбольная федерация Пуэрто-Рико                      | Campeonato Nacional                | Torneo de Copa                           |                                    |
| Сальвадор                           | Обзор | Сборная        | Клубы         | Сальвадорская федерация футбола                       | Первый дивизион                    |                                          |                                    |
| Сент-Винсент и Гренадины            | Обзор | Сборная        | Клубы         | Футбольная федерация Сент-Винсента и Гренадин         |                                    |                                          |                                    |
| Сент-Китс и Невис                   | Обзор | Сборная        | Клубы         | Футбольная ассоциация Сент-Киттса и Невиса            |                                    |                                          |                                    |
| Сент-Люсия                          | Обзор | Сборная        | Клубы         | Футбольная ассоциация Сент-Люсии                      |                                    |                                          |                                    |
| Суринам                             | Обзор | Сборная        | Клубы         | Федерация футбола Суринама                            | Hoofdklasse                        | Beker van Suriname                       | Кубок президента                   |
| США                                 | Обзор | Сборная        | Клубы         | Федерация футбола США                                 | MLS                                | Открытый кубок США                       |                                    |
| Теркс и Кайкос                      | Обзор | Сборная        | Клубы         | Футбольная ассоциация островов Теркс и Кайкос         |                                    |                                          |                                    |
| Тринидад и Тобаго                   | Обзор | Сборная        | Клубы         | Футбольная федерация Тринидада и Тобаго               | Профессиональная футбольная лига   | Национальный кубок                       |                                    |
| Ямайка                              | Обзор | Сборная        | Клубы         | Футбольная ассоциация Ямайки                          | Премьер лига                       | Red Stripe Champions Cup                 |                                    |
| Члены КОНКАКАФ, не входящие в ФИФА  |       |                |               |                                                       |                                    |                                          |                                    |
| Гваделупа                           | Обзор | Сборная        | Клубы         | Футбольная федерация Гваделупы                        | Чемпионат                          | Кубок                                    |                                    |
| Мартиника                           | Обзор | Сборная        | Клубы         | Лига футбола Мартиники                                | Чемпионат                          | Кубок Trophée du Conseil Général         |                                    |
| Сен-Мартен                          | Обзор | Сборная        | Клубы         | Футбольный комитет Северных островов                  |                                    |                                          |                                    |
| Синт-Мартен                         | Обзор | Сборная        | Клубы         | Футбольная ассоциация Синт-Маартена                   |                                    |                                          |                                    |
| Гвиана                              | Обзор | Сборная        | Клубы         | Футбольная ассоциация Французской Гвианы              | Чемпионат                          | Кубок                                    |                                    |

## Африка(КАФ)
| Страна                                       | Обзор | Сборная страны | Список клубов | Федерация                                             | Основные лиги          | Основные кубки            |
| -------------------------------------------- | ----- | -------------- | ------------- | ----------------------------------------------------- | ---------------------- | ------------------------- |
| Алжир                                        | Обзор | Сборная        | Клубы         | Алжирская федерация футбола                           | Национальный чемпионат | Кубок                     |
| Ангола                                       | Обзор | Сборная        | Клубы         | Ангольская федерация футбола                          | Джирабола              | Кубок                     |
| Бенин                                        | Обзор | Сборная        | Клубы         | Бенинская федерация футбола                           | Премьер-лига           | Кубок                     |
| Ботсвана                                     | Обзор | Сборная        | Клубы         | Футбольная ассоциация Ботсваны                        | Премьер-лига           | FA Challenge Cup          |
| Буркина-Фасо                                 | Обзор | Сборная        | Клубы         | Буркинийская федерация футбола                        | Премьер-лига           | Coupe du Faso             |
| Бурунди                                      | Обзор | Сборная        | Клубы         | Федерация футбола Бурунди                             | Премьер-лига           | Кубок                     |
| Габон                                        | Обзор | Сборная        | Клубы         | Габонская федерация футбола                           | Национальный чемпионат | Coupe du Gabon Interclubs |
| Гамбия                                       | Обзор | Сборная        | Клубы         | Футбольная ассоциация Гамбии                          | Премьер-Лига           | Кубок                     |
| Гана                                         | Обзор | Сборная        | Клубы         | Футбольная ассоциация Ганы                            | Премьер-Лига           | Кубок                     |
| Гвинея                                       | Обзор | Сборная        | Клубы         | Гвинейская федерация футбола                          | Национальный чемпионат | Национальный кубок        |
| Гвинея-Бисау                                 | Обзор | Сборная        | Клубы         | Федерация футбола Гвинеи-Бисау                        | Национальный чемпионат | Taça Nacional             |
| Джибути                                      | Обзор | Сборная        | Клубы         | Джибутийская федерация футбола                        | Премьер-лига           | Кубок                     |
| ДР Конго                                     | Обзор | Сборная        | Клубы         | Футбольная федерация Демократической Республики Конго | Линафут                | Кубок                     |
| Египет                                       | Обзор | Сборная        | Клубы         | Египетская футбольная ассоциация                      | Премьер-лига           | Кубок                     |
| Замбия                                       | Обзор | Сборная        | Клубы         | Футбольная ассоциация Замбии                          | Премьер-лига           | Mosi Cup                  |
| Зимбабве                                     | Обзор | Сборная        | Клубы         | Футбольная ассоциация Зимбабве                        | Премьер-лига           | CBZ Cup                   |
| Кабо-Верде                                   | Обзор | Сборная        | Клубы         | Кабо-вердианская федерация футбола                    | Чемпионат Кабо-Верде   |                           |
| Камерун                                      | Обзор | Сборная        | Клубы         | Федерация футбола Камеруна                            | Первый дивизион        | Кубок                     |
| Кения                                        | Обзор | Сборная        | Клубы         | Футбольная федерация Кении                            | Премьер-лига           | Кубок президента          |
| Коморы                                       | Обзор | Сборная        | Клубы         | Коморская федерация футбола                           | Премьер-лига           | Кубок                     |
| Республика Конго                             | Обзор | Сборная        | Клубы         | Футбольная федерация Республики Конго                 | Премьер-лига           | Кубок                     |
| Кот-д’Ивуар                                  | Обзор | Сборная        | Клубы         | Ивуарийская федерация футбола                         | Первый дивизион        | Кубок                     |
| Лесото                                       | Обзор | Сборная        | Клубы         | Футбольная ассоциация Лесото                          | Премьер-лига           | Independence Cup          |
| Либерия                                      | Обзор | Сборная        | Клубы         | Футбольная ассоциация Либерии                         | Премьер-лига           | Кубок                     |
| Ливия                                        | Обзор | Сборная        | Клубы         | Ливийская футбольная федерация                        | Премьер-лига           | Кубок                     |
| Маврикий                                     | Обзор | Сборная        | Клубы         | Футбольная ассоциация Маврикия                        | Лига Маврикия          | Кубок                     |
| Мавритания                                   | Обзор | Сборная        | Клубы         | Федерация футбола Мавритании                          | Премьер-лига           | Кубок президента          |
| Мадагаскар                                   | Обзор | Сборная        | Клубы         | Малагасийская федерация футбола                       | THB Champions League   | Кубок                     |
| Малави                                       | Обзор | Сборная        | Клубы         | Футбольная ассоциация Малави                          | Telekom Super League   | FAM Cup                   |
| Мали                                         | Обзор | Сборная        | Клубы         | Малийская федерация футбола                           | Первый дивизион        | Кубок                     |
| Марокко                                      | Обзор | Сборная        | Клубы         | Королевская марокканская футбольная федерация         | GNF 1                  | Кубок                     |
| Мозамбик                                     | Обзор | Сборная        | Клубы         | Мозамбикская федерация футбола                        | Мокамбола              | Кубок                     |
| Намибия                                      | Обзор | Сборная        | Клубы         | Футбольная ассоциация Намибии                         | Премьер-Лига           | NFA-Cup                   |
| Нигер                                        | Обзор | Сборная        | Клубы         | Нигерская федерация футбола                           | Премьер-Лига           | Кубок                     |
| Нигерия                                      | Обзор | Сборная        | Клубы         | Футбольная федерация Нигерии                          | Премьер-Лига           | Кубок                     |
| Руанда                                       | Обзор | Сборная        | Клубы         | Руандийская федерация футбола                         | Премьер-Лига           | Кубок                     |
| Сан-Томе и Принсипи                          | Обзор | Сборная        | Клубы         | Сантомийская федерация футбола                        | Национальный чемпионат | Taça Nacional             |
| Сейшельские Острова                          | Обзор | Сборная        | Клубы         | Сейшельская футбольная федерация                      | Лига Сейшел            | FA Cup                    |
| Сенегал                                      | Обзор | Сборная        | Клубы         | Сенегальская федерация футбола                        | Премьер-Лига           | FA Cup                    |
| Сомали                                       | Обзор | Сборная        | Клубы         | Футбольная федерация Сомали                           | Лига Сомали            | Кубок                     |
| Судан                                        | Обзор | Сборная        | Клубы         | Футбольная ассоциация Судана                          | Премьер-лига           | Кубок                     |
| Сьерра-Леоне                                 | Обзор | Сборная        | Клубы         | Футбольная ассоциация Сьерра-Леоне                    | Лига Сьерра-Леоне      | FA Cup                    |
| Танзания                                     | Обзор | Сборная        | Клубы         | Футбольная федерация Танзании                         | Премьер-лига           | Nyerere Cup               |
| Того                                         | Обзор | Сборная        | Клубы         | Тоголезская федерация футбола                         | Национальный чемпионат | Кубок                     |
| Тунис                                        | Обзор | Сборная        | Клубы         | Тунисская федерация футбола                           | Чемпионат Туниса       | Кубок                     |
| Уганда                                       | Обзор | Сборная        | Клубы         | Федерация футбольных ассоциаций Уганды                | Премьер-лига           | Kakangulu Cup             |
| ЦАР                                          | Обзор | Сборная        | Клубы         | Центральноафриканская федерация футбола               | Республиканская лига   | Национальный кубок        |
| Чад                                          | Обзор | Сборная        | Клубы         | Чадская федерация футбола                             | Премьер-лига           | Кубок                     |
| Экваториальная Гвинея                        | Обзор | Сборная        | Клубы         | Экваториальногвинейская федерация футбола             | Премьер-лига           | Кубок                     |
| Эритрея                                      | Обзор | Сборная        | Клубы         | Эритрейская национальная футбольная федерация         | Премьер-лига           |                           |
| Эсватини                                     | Обзор | Сборная        | Клубы         | Национальная футбольная ассоциация Эсватини           | MTN Премьер-лига       | Swazi Bank Cup            |
| Эфиопия                                      | Обзор | Сборная        | Клубы         | Футбольная федерация Эфиопии                          | Премьер-лига           | Кубок                     |
| ЮАР                                          | Обзор | Сборная        | Клубы         | Южноафриканская футбольная ассоциация                 | Премьер-Лига           | ABSA Cup                  |
| Ассоциированный член КАФ, не входящий в ФИФА |       |                |               |                                                       |                        |                           |
| Реюньон                                      | Обзор | Сборная        | Клубы         | Реюньонская лига футбола                              | Премьер-Лига           | Кубок                     |
| Занзибар                                     |       |                |               |                                                       |                        |                           |

## Азия(АФК)
| Страна                                       | Обзор | Сборная страны | Список клубов | Федерация                                          | Основные лиги                    | Основные кубки      |
| -------------------------------------------- | ----- | -------------- | ------------- | -------------------------------------------------- | -------------------------------- | ------------------- |
| Австралия                                    | Обзор | Сборная        | Клубы         | Футбольная федерация Австралии                     | Лига-А                           |                     |
| Афганистан                                   | Обзор | Сборная        | Клубы         | Футбольная ассоциация Афганистана                  | Roshan premier league            |                     |
| Бахрейн                                      | Обзор | Сборная        | Клубы         | Футбольная ассоциация Бахрейна                     |                                  |                     |
| Бутан                                        | Обзор | Сборная        | Клубы         | Федерация футбола Бутана                           | Дивизион А Дивизион B            |                     |
| Вьетнам                                      | Обзор | Сборная        | Клубы         | Федерация футбола Вьетнама                         | V-лига Первый дивизион           | Кубок Суперкубок    |
| Гонконг                                      | Обзор | Сборная        | Клубы         | Футбольная ассоциация Гонконга                     |                                  |                     |
| Гуам                                         | Обзор | Сборная        | Клубы         | Футбольная ассоциация Гуама                        |                                  |                     |
| Индия                                        | Обзор | Сборная        | Клубы         | Всеиндийская футбольная федерация                  | Национальная лига                |                     |
| Индонезия                                    | Обзор | Сборная        | Клубы         | Футбольная ассоциация Индонезии                    | Лига                             | Кубок               |
| Ирак                                         | Обзор | Сборная        | Клубы         | Иракская федерация футбола                         | Суперлига                        |                     |
| Иран                                         | Обзор | Сборная        | Клубы         | Футбольная федерация Ирана                         | Премьер-лига                     | Кубок               |
| Кыргызстан                                   | Обзор | Сборная        | Клубы         | Футбольная ассоциация Кыргызстана                  | Топ-Лига                         | Кубок страны        |
| Катар                                        | Обзор | Сборная        | Клубы         | Футбольная ассоциация Катара                       |                                  |                     |
| Китай                                        | Обзор | Сборная        | Клубы         | Китайская футбольная ассоциация                    | Суперлига                        |                     |
| Кувейт                                       | Обзор | Сборная        | Клубы         | Футбольная ассоциация Кувейта                      | Премьер-Лига                     | Kuwait Emir Cup     |
| КНДР                                         | Обзор | Сборная        | Клубы         | Футбольная ассоциация КНДР                         |                                  |                     |
| Республика Корея                             | Обзор | Сборная        | Клубы         | Футбольная ассоциация Южной Кореи                  | К-Лига                           | Кубок               |
| Ливан                                        | Обзор | Сборная        | Клубы         | Футбольная федерация Ливана                        |                                  |                     |
| Малайзия                                     | Обзор | Сборная        | Клубы         | Футбольная ассоциация Малайзии                     | Суперлига                        | Кубок               |
| Монголия                                     | Обзор | Сборная        | Клубы         | Монгольская футбольная федерация                   |                                  |                     |
| Мьянма                                       | Обзор | Сборная        | Клубы         | Футбольная ассоциация Мьянмы                       |                                  |                     |
| Непал                                        | Обзор | Сборная        | Клубы         | Футбольная ассоциация Непала                       |                                  |                     |
| ОАЭ                                          | Обзор | Сборная        | Клубы         | Футбольная ассоциация ОАЭ                          |                                  |                     |
| Оман                                         | Обзор | Сборная        | Клубы         | Футбольная ассоциация Омана                        |                                  |                     |
| Пакистан                                     | Обзор | Сборная        | Клубы         | Футбольная федерация Пакистана                     | Премьер-Лига                     |                     |
| Саудовская Аравия                            | Обзор | Сборная        | Клубы         | Федерация футбола Саудовской Аравии                | Премьер-Лига                     |                     |
| Сингапур                                     | Обзор | Сборная        | Клубы         | Футбольная ассоциация Сингапура                    | Суперлига                        |                     |
| Таджикистан                                  | Обзор | Сборная        | Клубы         | Футбольная ассоциация Таджикистана                 | Чемпионат                        |                     |
| Таиланд                                      | Обзор | Сборная        | Клубы         | Футбольная ассоциация Таиланда                     |                                  |                     |
| Туркменистан                                 | Обзор | Сборная        | Клубы         | Футбольная ассоциация Туркменистана                | Высшая лига                      |                     |
| Узбекистан                                   | Обзор | Сборная        | Клубы         | Федерация футбола Узбекистана                      | Профессиональная футбольная лига | Кубок               |
| Шри-Ланка                                    | Обзор | Сборная        | Клубы         | Футбольная ассоциация Шри-Ланки                    |                                  |                     |
| Япония                                       | Обзор | Сборная        | Клубы         | Японская футбольная ассоциация                     | Джей-Лига                        | Императорский кубок |
| Ассоциированный член АФК, не входящий в ФИФА |       |                |               |                                                    |                                  |                     |
| Северные Марианские Острова                  | Обзор | Сборная        | Клубы         | Футбольная ассоциация Северных Марианских островов | Национальный чемпионат           | Кубок               |

## Океания(ОФК)
| Страна                                        | Обзор | Сборная страны | Список клубов | Федерация                                  | Основные лиги            | Основные кубки      |
| --------------------------------------------- | ----- | -------------- | ------------- | ------------------------------------------ | ------------------------ | ------------------- |
| Американское Самоа                            | Обзор | Сборная        | Клубы         | Футбольная федерация Американского Самоа   | ASFA Лига                | Кубок               |
| Вануату                                       | Обзор | Сборная        | Клубы         | Футбольная ассоциация Вануату              | Vanuatu Premia Divisen   |                     |
| Новая Зеландия                                | Обзор | Сборная        | Клубы         | Футбольная ассоциация Новой Зеландии       | NZ Championship          | Кубок Чатема        |
| Новая Каледония                               | Обзор | Сборная        | Клубы         | Футбольная федерация Новой Каледонии       | Division Honneur         | Кубок               |
| Острова Кука                                  | Обзор | Сборная        | Клубы         | Футбольная ассоциация Островов Кука        | Cook Islands Round Cup   | Кубок               |
| Папуа — Новая Гвинея                          | Обзор | Сборная        | Клубы         | Футбольная ассоциация Папуа — Новой Гвинеи | PNG Soccer League        |                     |
| Самоа                                         | Обзор | Сборная        | Клубы         | Футбольная ассоциация Самоа                | Samoa National League    |                     |
| Соломоновы Острова                            | Обзор | Сборная        | Клубы         | Футбольная федерация Соломоновых Островов  | SI National Championship |                     |
| Таити                                         | Обзор | Сборная        | Клубы         | Футбольная федерация Таити                 | Tahiti Division Fédérale | Кубок Таити         |
| Тонга                                         | Обзор | Сборная        | Клубы         | Футбольная ассоциация Тонга                | Premier Division         | Кубок               |
| Фиджи                                         | Обзор | Сборная        | Клубы         | Футбольная ассоциация Фиджи                | NFL                      |                     |
| Ассоциированные члены ОФК, не входящие в ФИФА |       |                |               |                                            |                          |                     |
| Кирибати                                      | Обзор | Сборная        | Клубы         | Футбольная ассоциация Кирибати             |                          |                     |
| Ниуэ                                          | Обзор | Сборная        | Клубы         | Футбольная ассоциация Ниуэ                 | Niue Soccer Tournament   | Кубок               |
| Тувалу                                        | Обзор | Сборная        | Клубы         | Футбольная ассоциация Тувалу               | Premier League           | Кубок независимости |

## Nouvelle Fédération-Board (NF-Board)
В мире также создана ещё одна ассоциация, для не вошедших в FIFA. Это Nouvelle Fédération-Board, так же известный как NF-Board.
| Страна     | Обзор | Сборная страны | Список клубов | Федерация                        | Основные лиги | Основные кубки |
| ---------- | ----- | -------------- | ------------- | -------------------------------- | ------------- | -------------- |
| Гренландия | Обзор | Сборная        | Клубы         | Футбольная ассоциация Гренландии | Coca-Cola GM  |                |
| Занзибар   | Обзор | Сборная        | Клубы         | Футбольная ассоциация Занзибара  | Премьер-лига  |                |